# Volta a Polònia 2024
La Volta a Polònia 2024 fou la 81a edició de la Volta a Polònia. La cursa tingué un recorregut de 1049,3 quilòmetres repartits en 7 etapes disputades entre el 12 i el 18 d'agost de 2024. La cursa fou el 27è esdeveniment de l'UCI World Tour 2024.
El danès Jonas Vingegaard (Team Visma-Lease a Bike) fou el vencedor de la classificació general i l'italià Diego Ulissi (UAE Team Emirates) i el neerlandès Wilco Kelderman (Team Visma-Lease a Bike) foren segon i tercer, respectivament. Ulissi també guanyà la classificació dels esprints. Michał Paluta fou el vencedor de la classificació de la muntanya i l'UAE Team Emirates de la classificació per equips.

## Equips participants
| WorldTeams (18)- Alpecin-Deceuninck - Arkéa-B&B Hotels - Astana Qazaqstan Team - Bahrain Victorious - Cofidis - Decathlon-AG2R La Mondiale - EF Education-EasyPost - Groupama-FDJ - Ineos Grenadiers - Intermarché-Wanty - Lidl-Trek - Movistar Team - Red Bull-Bora-Hansgrohe - Soudal Quick-Step - Team dsm-firmenich PostNL - Team Jayco AlUla - Team Visma \| Lease a Bike - UAE Team Emirates ProTeams (3)- Israel-Premier Tech - Q36.5 Pro Cycling Team - Tudor Pro Cycling Team Equip nacional- Polònia |
| |

## Llista d'etapes
| Etapa    | Data      | Ciutats d'etapa                      | type                      | Distància (km) | Vencedor de l'etapa | Líder de la general |
| -------- | --------- | ------------------------------------ | ------------------------- | -------------- | ------------------- | ------------------- |
| 1a etapa | 12 de ago | Breslau – Karpacz                    | etapa accidentada         | 159,3          | Thibau Nys          | Thibau Nys          |
| 2a etapa | 13 de ago | Gmina Mysłakowice – Karpacz          | contrarellotge individual | 15,4           | Tim Wellens         | Jonas Vingegaard    |
| 3a etapa | 14 de ago | Wałbrzych – Duszniki-Zdrój           | etapa accidentada         | 156,5          | Thibau Nys          | Jonas Vingegaard    |
| 4a etapa | 15 de ago | Kudowa-Zdrój – Prudnik               | etapa plana               | 195,3          | Olav Kooij          | Jonas Vingegaard    |
| 5a etapa | 16 de ago | Katowice – Katowice                  | etapa plana               | 187,6          | Tim Merlier         | Jonas Vingegaard    |
| 6a etapa | 17 de ago | Wadowice – Bukowina Tatrzańska       | etapa accidentada         | 183,2          | Thibau Nys          | Jonas Vingegaard    |
| 7a etapa | 18 de ago | Mines de sal de Wieliczka – Cracòvia | etapa plana               | 142,1          | Olav Kooij          | Jonas Vingegaard    |

## Etapes

### Etapa 1
12 d'agost de 2024 – Breslau fins a Karpacz, 156,1 km.
| \| Classificació de l'etapa \| Classificació de l'etapa \| Classificació de l'etapa \| Classificació de l'etapa \| Classificació de l'etapa \| \| Corredor \| Corredor \| Equip \| Temps \| \| \| ------------------------ \| ------------------------ \| -------------------------- \| ------------------------ \| ------------------------ \| \| 1r \| Thibau Nys \| Lidl-Trek \| 3h 37' 13" \| \| \| 2n \| Wilco Kelderman \| Team Visma \\| Lease a Bike \| + 3" \| \| \| 3r \| Lukas Nerurkar \| EF Education-EasyPost \| + 3" \| \| \| 4t \| Jonas Vingegaard \| Team Visma \\| Lease a Bike \| + 6" \| \| \| 5è \| Matej Mohorič \| Bahrain Victorious \| + 6" \| \| \| 6è \| Diego Ulissi \| UAE Team Emirates \| + 6" \| \| \| 7è \| Romain Grégoire \| Groupama-FDJ \| + 6" \| \| \| 8è \| Jakob Fuglsang \| Israel-Premier Tech \| + 6" \| \| \| 9è \| Rafał Majka \| UAE Team Emirates \| + 9" \| \| \| 10è \| Nicola Conci \| Alpecin-Deceuninck \| + 9" \| \| |                  |                            |            |
| |                  |                            |            |
| |                  |                            |            |
| Classificació de l'etapa |                  |                            |            |
| Corredor | Corredor         | Equip                      | Temps      |
| 1r | Thibau Nys       | Lidl-Trek                  | 3h 37' 13" |
| 2n | Wilco Kelderman  | Team Visma \| Lease a Bike | + 3"       |
| 3r | Lukas Nerurkar   | EF Education-EasyPost      | + 3"       |
| 4t | Jonas Vingegaard | Team Visma \| Lease a Bike | + 6"       |
| 5è | Matej Mohorič    | Bahrain Victorious         | + 6"       |
| 6è | Diego Ulissi     | UAE Team Emirates          | + 6"       |
| 7è | Romain Grégoire  | Groupama-FDJ               | + 6"       |
| 8è | Jakob Fuglsang   | Israel-Premier Tech        | + 6"       |
| 9è | Rafał Majka      | UAE Team Emirates          | + 9"       |
| 10è | Nicola Conci     | Alpecin-Deceuninck         | + 9"       |

| Classificació de l'etapa | Classificació de l'etapa | Classificació de l'etapa   | Classificació de l'etapa | Classificació de l'etapa |
| Corredor                 | Corredor                 | Equip                      | Temps                    |                          |
| ------------------------ | ------------------------ | -------------------------- | ------------------------ | ------------------------ |
| 1r                       | Thibau Nys               | Lidl-Trek                  | 3h 37' 13"               |                          |
| 2n                       | Wilco Kelderman          | Team Visma \| Lease a Bike | + 3"                     |                          |
| 3r                       | Lukas Nerurkar           | EF Education-EasyPost      | + 3"                     |                          |
| 4t                       | Jonas Vingegaard         | Team Visma \| Lease a Bike | + 6"                     |                          |
| 5è                       | Matej Mohorič            | Bahrain Victorious         | + 6"                     |                          |
| 6è                       | Diego Ulissi             | UAE Team Emirates          | + 6"                     |                          |
| 7è                       | Romain Grégoire          | Groupama-FDJ               | + 6"                     |                          |
| 8è                       | Jakob Fuglsang           | Israel-Premier Tech        | + 6"                     |                          |
| 9è                       | Rafał Majka              | UAE Team Emirates          | + 9"                     |                          |
| 10è                      | Nicola Conci             | Alpecin-Deceuninck         | + 9"                     |                          |

| \| Classificació general \| Classificació general \| Classificació general \| Classificació general \| Classificació general \| \| Corredor \| Corredor \| Equip \| Temps \| \| \| --------------------- \| --------------------- \| -------------------------- \| --------------------- \| --------------------- \| \| 1r \| Thibau Nys \| Lidl-Trek \| 3h 37' 03" \| \| \| 2n \| Wilco Kelderman \| Team Visma \\| Lease a Bike \| + 7" \| \| \| 3r \| Lukas Nerurkar \| EF Education-EasyPost \| + 9" \| \| \| 4t \| Jonas Vingegaard \| Team Visma \\| Lease a Bike \| + 16" \| \| \| 5è \| Matej Mohorič \| Bahrain Victorious \| + 16" \| \| \| 6è \| Diego Ulissi \| UAE Team Emirates \| + 16" \| \| \| 7è \| Romain Grégoire \| Groupama-FDJ \| + 16" \| \| \| 8è \| Jakob Fuglsang \| Israel-Premier Tech \| + 16" \| \| \| 9è \| Rafał Majka \| UAE Team Emirates \| + 19" \| \| \| 10è \| Nicola Conci \| Alpecin-Deceuninck \| + 19" \| \| |                  |                            |            |
| |                  |                            |            |
| |                  |                            |            |
| Classificació general |                  |                            |            |
| Corredor | Corredor         | Equip                      | Temps      |
| 1r | Thibau Nys       | Lidl-Trek                  | 3h 37' 03" |
| 2n | Wilco Kelderman  | Team Visma \| Lease a Bike | + 7"       |
| 3r | Lukas Nerurkar   | EF Education-EasyPost      | + 9"       |
| 4t | Jonas Vingegaard | Team Visma \| Lease a Bike | + 16"      |
| 5è | Matej Mohorič    | Bahrain Victorious         | + 16"      |
| 6è | Diego Ulissi     | UAE Team Emirates          | + 16"      |
| 7è | Romain Grégoire  | Groupama-FDJ               | + 16"      |
| 8è | Jakob Fuglsang   | Israel-Premier Tech        | + 16"      |
| 9è | Rafał Majka      | UAE Team Emirates          | + 19"      |
| 10è | Nicola Conci     | Alpecin-Deceuninck         | + 19"      |

| Classificació general | Classificació general | Classificació general      | Classificació general | Classificació general |
| Corredor              | Corredor              | Equip                      | Temps                 |                       |
| --------------------- | --------------------- | -------------------------- | --------------------- | --------------------- |
| 1r                    | Thibau Nys            | Lidl-Trek                  | 3h 37' 03"            |                       |
| 2n                    | Wilco Kelderman       | Team Visma \| Lease a Bike | + 7"                  |                       |
| 3r                    | Lukas Nerurkar        | EF Education-EasyPost      | + 9"                  |                       |
| 4t                    | Jonas Vingegaard      | Team Visma \| Lease a Bike | + 16"                 |                       |
| 5è                    | Matej Mohorič         | Bahrain Victorious         | + 16"                 |                       |
| 6è                    | Diego Ulissi          | UAE Team Emirates          | + 16"                 |                       |
| 7è                    | Romain Grégoire       | Groupama-FDJ               | + 16"                 |                       |
| 8è                    | Jakob Fuglsang        | Israel-Premier Tech        | + 16"                 |                       |
| 9è                    | Rafał Majka           | UAE Team Emirates          | + 19"                 |                       |
| 10è                   | Nicola Conci          | Alpecin-Deceuninck         | + 19"                 |                       |

### Etapa 2
13 d'agost de 2024 – Mysłakowice fins a Karpacz, 15,4 km. (CRI)
| \| Classificació de l'etapa \| Classificació de l'etapa \| Classificació de l'etapa \| Classificació de l'etapa \| Classificació de l'etapa \| \| Corredor \| Corredor \| Equip \| Temps \| \| \| ------------------------ \| ------------------------ \| -------------------------- \| ------------------------ \| ------------------------ \| \| 1r \| Tim Wellens \| UAE Team Emirates \| 23' 59" \| \| \| 2n \| Jonas Vingegaard \| Team Visma \\| Lease a Bike \| + 9" \| \| \| 3r \| Felix Großschartner \| UAE Team Emirates \| + 15" \| \| \| 4t \| Oscar Onley \| Team dsm-firmenich PostNL \| + 15" \| \| \| 5è \| Maximilian Schachmann \| Red Bull-Bora-Hansgrohe \| + 21" \| \| \| 6è \| Diego Ulissi \| UAE Team Emirates \| + 34" \| \| \| 7è \| Magnus Sheffield \| Ineos Grenadiers \| + 39" \| \| \| 8è \| Raúl García Pierna \| Arkéa-B&B Hotels \| + 40" \| \| \| 9è \| Jan Christen \| UAE Team Emirates \| + 41" \| \| \| 10è \| Romain Grégoire \| Groupama-FDJ \| + 42" \| \| |                       |                            |         |
| |                       |                            |         |
| |                       |                            |         |
| Classificació de l'etapa |                       |                            |         |
| Corredor | Corredor              | Equip                      | Temps   |
| 1r | Tim Wellens           | UAE Team Emirates          | 23' 59" |
| 2n | Jonas Vingegaard      | Team Visma \| Lease a Bike | + 9"    |
| 3r | Felix Großschartner   | UAE Team Emirates          | + 15"   |
| 4t | Oscar Onley           | Team dsm-firmenich PostNL  | + 15"   |
| 5è | Maximilian Schachmann | Red Bull-Bora-Hansgrohe    | + 21"   |
| 6è | Diego Ulissi          | UAE Team Emirates          | + 34"   |
| 7è | Magnus Sheffield      | Ineos Grenadiers           | + 39"   |
| 8è | Raúl García Pierna    | Arkéa-B&B Hotels           | + 40"   |
| 9è | Jan Christen          | UAE Team Emirates          | + 41"   |
| 10è | Romain Grégoire       | Groupama-FDJ               | + 42"   |

| Classificació de l'etapa | Classificació de l'etapa | Classificació de l'etapa   | Classificació de l'etapa | Classificació de l'etapa |
| Corredor                 | Corredor                 | Equip                      | Temps                    |                          |
| ------------------------ | ------------------------ | -------------------------- | ------------------------ | ------------------------ |
| 1r                       | Tim Wellens              | UAE Team Emirates          | 23' 59"                  |                          |
| 2n                       | Jonas Vingegaard         | Team Visma \| Lease a Bike | + 9"                     |                          |
| 3r                       | Felix Großschartner      | UAE Team Emirates          | + 15"                    |                          |
| 4t                       | Oscar Onley              | Team dsm-firmenich PostNL  | + 15"                    |                          |
| 5è                       | Maximilian Schachmann    | Red Bull-Bora-Hansgrohe    | + 21"                    |                          |
| 6è                       | Diego Ulissi             | UAE Team Emirates          | + 34"                    |                          |
| 7è                       | Magnus Sheffield         | Ineos Grenadiers           | + 39"                    |                          |
| 8è                       | Raúl García Pierna       | Arkéa-B&B Hotels           | + 40"                    |                          |
| 9è                       | Jan Christen             | UAE Team Emirates          | + 41"                    |                          |
| 10è                      | Romain Grégoire          | Groupama-FDJ               | + 42"                    |                          |

| \| Classificació general \| Classificació general \| Classificació general \| Classificació general \| Classificació general \| \| Corredor \| Corredor \| Equip \| Temps \| \| \| --------------------- \| --------------------- \| -------------------------- \| --------------------- \| --------------------- \| \| 1r \| Jonas Vingegaard \| Team Visma \\| Lease a Bike \| 4h 01' 27" \| \| \| 2n \| Wilco Kelderman \| Team Visma \\| Lease a Bike \| + 24" \| \| \| 3r \| Diego Ulissi \| UAE Team Emirates \| + 25" \| \| \| 4t \| Romain Grégoire \| Groupama-FDJ \| + 33" \| \| \| 5è \| Magnus Sheffield \| Ineos Grenadiers \| + 37" \| \| \| 6è \| Edoardo Zambanini \| Bahrain Victorious \| + 45" \| \| \| 7è \| Yannis Voisard \| Tudor Pro Cycling Team \| + 49" \| \| \| 8è \| Matej Mohorič \| Bahrain Victorious \| + 49" \| \| \| 9è \| Mikkel Frølich Honoré \| EF Education-EasyPost \| + 49" \| \| \| 10è \| Felix Großschartner \| UAE Team Emirates \| + 50" \| \| |                       |                            |            |
| |                       |                            |            |
| |                       |                            |            |
| Classificació general |                       |                            |            |
| Corredor | Corredor              | Equip                      | Temps      |
| 1r | Jonas Vingegaard      | Team Visma \| Lease a Bike | 4h 01' 27" |
| 2n | Wilco Kelderman       | Team Visma \| Lease a Bike | + 24"      |
| 3r | Diego Ulissi          | UAE Team Emirates          | + 25"      |
| 4t | Romain Grégoire       | Groupama-FDJ               | + 33"      |
| 5è | Magnus Sheffield      | Ineos Grenadiers           | + 37"      |
| 6è | Edoardo Zambanini     | Bahrain Victorious         | + 45"      |
| 7è | Yannis Voisard        | Tudor Pro Cycling Team     | + 49"      |
| 8è | Matej Mohorič         | Bahrain Victorious         | + 49"      |
| 9è | Mikkel Frølich Honoré | EF Education-EasyPost      | + 49"      |
| 10è | Felix Großschartner   | UAE Team Emirates          | + 50"      |

| Classificació general | Classificació general | Classificació general      | Classificació general | Classificació general |
| Corredor              | Corredor              | Equip                      | Temps                 |                       |
| --------------------- | --------------------- | -------------------------- | --------------------- | --------------------- |
| 1r                    | Jonas Vingegaard      | Team Visma \| Lease a Bike | 4h 01' 27"            |                       |
| 2n                    | Wilco Kelderman       | Team Visma \| Lease a Bike | + 24"                 |                       |
| 3r                    | Diego Ulissi          | UAE Team Emirates          | + 25"                 |                       |
| 4t                    | Romain Grégoire       | Groupama-FDJ               | + 33"                 |                       |
| 5è                    | Magnus Sheffield      | Ineos Grenadiers           | + 37"                 |                       |
| 6è                    | Edoardo Zambanini     | Bahrain Victorious         | + 45"                 |                       |
| 7è                    | Yannis Voisard        | Tudor Pro Cycling Team     | + 49"                 |                       |
| 8è                    | Matej Mohorič         | Bahrain Victorious         | + 49"                 |                       |
| 9è                    | Mikkel Frølich Honoré | EF Education-EasyPost      | + 49"                 |                       |
| 10è                   | Felix Großschartner   | UAE Team Emirates          | + 50"                 |                       |

### Etapa 3
14 d'agost de 2024 – Wałbrzych fins a Duszniki-Zdrój, 156,5 km.
| \| Classificació de l'etapa \| Classificació de l'etapa \| Classificació de l'etapa \| Classificació de l'etapa \| Classificació de l'etapa \| \| Corredor \| Corredor \| Equip \| Temps \| \| \| ------------------------ \| ------------------------ \| -------------------------- \| ------------------------ \| ------------------------ \| \| 1r \| Thibau Nys \| Lidl-Trek \| 4h 03' 21" \| \| \| 2n \| Diego Ulissi \| UAE Team Emirates \| + 0" \| \| \| 3r \| Wilco Kelderman \| Team Visma \\| Lease a Bike \| + 0" \| \| \| 4t \| Archie Ryan \| EF Education-EasyPost \| + 0" \| \| \| 5è \| Magnus Sheffield \| Ineos Grenadiers \| + 0" \| \| \| 6è \| Edoardo Zambanini \| Bahrain Victorious \| + 0" \| \| \| 7è \| Romain Grégoire \| Groupama-FDJ \| + 0" \| \| \| 8è \| Matej Mohorič \| Bahrain Victorious \| + 0" \| \| \| 9è \| Jonas Vingegaard \| Team Visma \\| Lease a Bike \| + 0" \| \| \| 10è \| Aurélien Paret-Peintre \| Decathlon-AG2R La Mondiale \| + 0" \| \| |                        |                            |            |
| |                        |                            |            |
| |                        |                            |            |
| Classificació de l'etapa |                        |                            |            |
| Corredor | Corredor               | Equip                      | Temps      |
| 1r | Thibau Nys             | Lidl-Trek                  | 4h 03' 21" |
| 2n | Diego Ulissi           | UAE Team Emirates          | + 0"       |
| 3r | Wilco Kelderman        | Team Visma \| Lease a Bike | + 0"       |
| 4t | Archie Ryan            | EF Education-EasyPost      | + 0"       |
| 5è | Magnus Sheffield       | Ineos Grenadiers           | + 0"       |
| 6è | Edoardo Zambanini      | Bahrain Victorious         | + 0"       |
| 7è | Romain Grégoire        | Groupama-FDJ               | + 0"       |
| 8è | Matej Mohorič          | Bahrain Victorious         | + 0"       |
| 9è | Jonas Vingegaard       | Team Visma \| Lease a Bike | + 0"       |
| 10è | Aurélien Paret-Peintre | Decathlon-AG2R La Mondiale | + 0"       |

| Classificació de l'etapa | Classificació de l'etapa | Classificació de l'etapa   | Classificació de l'etapa | Classificació de l'etapa |
| Corredor                 | Corredor                 | Equip                      | Temps                    |                          |
| ------------------------ | ------------------------ | -------------------------- | ------------------------ | ------------------------ |
| 1r                       | Thibau Nys               | Lidl-Trek                  | 4h 03' 21"               |                          |
| 2n                       | Diego Ulissi             | UAE Team Emirates          | + 0"                     |                          |
| 3r                       | Wilco Kelderman          | Team Visma \| Lease a Bike | + 0"                     |                          |
| 4t                       | Archie Ryan              | EF Education-EasyPost      | + 0"                     |                          |
| 5è                       | Magnus Sheffield         | Ineos Grenadiers           | + 0"                     |                          |
| 6è                       | Edoardo Zambanini        | Bahrain Victorious         | + 0"                     |                          |
| 7è                       | Romain Grégoire          | Groupama-FDJ               | + 0"                     |                          |
| 8è                       | Matej Mohorič            | Bahrain Victorious         | + 0"                     |                          |
| 9è                       | Jonas Vingegaard         | Team Visma \| Lease a Bike | + 0"                     |                          |
| 10è                      | Aurélien Paret-Peintre   | Decathlon-AG2R La Mondiale | + 0"                     |                          |

| \| Classificació general \| Classificació general \| Classificació general \| Classificació general \| Classificació general \| \| Corredor \| Corredor \| Equip \| Temps \| \| \| --------------------- \| --------------------- \| -------------------------- \| --------------------- \| --------------------- \| \| 1r \| Jonas Vingegaard \| Team Visma \\| Lease a Bike \| 8h 04' 48" \| \| \| 2n \| Diego Ulissi \| UAE Team Emirates \| + 19" \| \| \| 3r \| Wilco Kelderman \| Team Visma \\| Lease a Bike \| + 20" \| \| \| 4t \| Romain Grégoire \| Groupama-FDJ \| + 33" \| \| \| 5è \| Magnus Sheffield \| Ineos Grenadiers \| + 37" \| \| \| 6è \| Edoardo Zambanini \| Bahrain Victorious \| + 45" \| \| \| 7è \| Yannis Voisard \| Tudor Pro Cycling Team \| + 49" \| \| \| 8è \| Matej Mohorič \| Bahrain Victorious \| + 49" \| \| \| 9è \| Mikkel Frølich Honoré \| EF Education-EasyPost \| + 49" \| \| \| 10è \| Felix Großschartner \| UAE Team Emirates \| + 50" \| \| |                       |                            |            |
| |                       |                            |            |
| |                       |                            |            |
| Classificació general |                       |                            |            |
| Corredor | Corredor              | Equip                      | Temps      |
| 1r | Jonas Vingegaard      | Team Visma \| Lease a Bike | 8h 04' 48" |
| 2n | Diego Ulissi          | UAE Team Emirates          | + 19"      |
| 3r | Wilco Kelderman       | Team Visma \| Lease a Bike | + 20"      |
| 4t | Romain Grégoire       | Groupama-FDJ               | + 33"      |
| 5è | Magnus Sheffield      | Ineos Grenadiers           | + 37"      |
| 6è | Edoardo Zambanini     | Bahrain Victorious         | + 45"      |
| 7è | Yannis Voisard        | Tudor Pro Cycling Team     | + 49"      |
| 8è | Matej Mohorič         | Bahrain Victorious         | + 49"      |
| 9è | Mikkel Frølich Honoré | EF Education-EasyPost      | + 49"      |
| 10è | Felix Großschartner   | UAE Team Emirates          | + 50"      |

| Classificació general | Classificació general | Classificació general      | Classificació general | Classificació general |
| Corredor              | Corredor              | Equip                      | Temps                 |                       |
| --------------------- | --------------------- | -------------------------- | --------------------- | --------------------- |
| 1r                    | Jonas Vingegaard      | Team Visma \| Lease a Bike | 8h 04' 48"            |                       |
| 2n                    | Diego Ulissi          | UAE Team Emirates          | + 19"                 |                       |
| 3r                    | Wilco Kelderman       | Team Visma \| Lease a Bike | + 20"                 |                       |
| 4t                    | Romain Grégoire       | Groupama-FDJ               | + 33"                 |                       |
| 5è                    | Magnus Sheffield      | Ineos Grenadiers           | + 37"                 |                       |
| 6è                    | Edoardo Zambanini     | Bahrain Victorious         | + 45"                 |                       |
| 7è                    | Yannis Voisard        | Tudor Pro Cycling Team     | + 49"                 |                       |
| 8è                    | Matej Mohorič         | Bahrain Victorious         | + 49"                 |                       |
| 9è                    | Mikkel Frølich Honoré | EF Education-EasyPost      | + 49"                 |                       |
| 10è                   | Felix Großschartner   | UAE Team Emirates          | + 50"                 |                       |

### Etapa 4
15 d'agost de 2024 – Kudowa-Zdrój fins a Prudnik, 195,3 km.
| \| Classificació de l'etapa \| Classificació de l'etapa \| Classificació de l'etapa \| Classificació de l'etapa \| Classificació de l'etapa \| \| Corredor \| Corredor \| Equip \| Temps \| \| \| ------------------------ \| ------------------------ \| -------------------------- \| ------------------------ \| ------------------------ \| \| 1r \| Olav Kooij \| Team Visma \\| Lease a Bike \| 4h 46' 20" \| \| \| 2n \| Sam Bennett \| Decathlon-AG2R La Mondiale \| + 0" \| \| \| 3r \| Mads Pedersen \| Lidl-Trek \| + 0" \| \| \| 4t \| Jordi Meeus \| Red Bull-Bora-Hansgrohe \| + 0" \| \| \| 5è \| Tim Merlier \| Soudal Quick-Step \| + 0" \| \| \| 6è \| Stanisław Aniołkowski \| Cofidis \| + 0" \| \| \| 7è \| Gerben Thijssen \| Intermarché-Wanty \| + 0" \| \| \| 8è \| Alberto Dainese \| Tudor Pro Cycling Team \| + 0" \| \| \| 9è \| Jensen Plowright \| Alpecin-Deceuninck \| + 0" \| \| \| 10è \| Phil Bauhaus \| Bahrain Victorious \| + 0" \| \| |                       |                            |            |
| |                       |                            |            |
| |                       |                            |            |
| Classificació de l'etapa |                       |                            |            |
| Corredor | Corredor              | Equip                      | Temps      |
| 1r | Olav Kooij            | Team Visma \| Lease a Bike | 4h 46' 20" |
| 2n | Sam Bennett           | Decathlon-AG2R La Mondiale | + 0"       |
| 3r | Mads Pedersen         | Lidl-Trek                  | + 0"       |
| 4t | Jordi Meeus           | Red Bull-Bora-Hansgrohe    | + 0"       |
| 5è | Tim Merlier           | Soudal Quick-Step          | + 0"       |
| 6è | Stanisław Aniołkowski | Cofidis                    | + 0"       |
| 7è | Gerben Thijssen       | Intermarché-Wanty          | + 0"       |
| 8è | Alberto Dainese       | Tudor Pro Cycling Team     | + 0"       |
| 9è | Jensen Plowright      | Alpecin-Deceuninck         | + 0"       |
| 10è | Phil Bauhaus          | Bahrain Victorious         | + 0"       |

| Classificació de l'etapa | Classificació de l'etapa | Classificació de l'etapa   | Classificació de l'etapa | Classificació de l'etapa |
| Corredor                 | Corredor                 | Equip                      | Temps                    |                          |
| ------------------------ | ------------------------ | -------------------------- | ------------------------ | ------------------------ |
| 1r                       | Olav Kooij               | Team Visma \| Lease a Bike | 4h 46' 20"               |                          |
| 2n                       | Sam Bennett              | Decathlon-AG2R La Mondiale | + 0"                     |                          |
| 3r                       | Mads Pedersen            | Lidl-Trek                  | + 0"                     |                          |
| 4t                       | Jordi Meeus              | Red Bull-Bora-Hansgrohe    | + 0"                     |                          |
| 5è                       | Tim Merlier              | Soudal Quick-Step          | + 0"                     |                          |
| 6è                       | Stanisław Aniołkowski    | Cofidis                    | + 0"                     |                          |
| 7è                       | Gerben Thijssen          | Intermarché-Wanty          | + 0"                     |                          |
| 8è                       | Alberto Dainese          | Tudor Pro Cycling Team     | + 0"                     |                          |
| 9è                       | Jensen Plowright         | Alpecin-Deceuninck         | + 0"                     |                          |
| 10è                      | Phil Bauhaus             | Bahrain Victorious         | + 0"                     |                          |

| \| Classificació general \| Classificació general \| Classificació general \| Classificació general \| Classificació general \| \| Corredor \| Corredor \| Equip \| Temps \| \| \| --------------------- \| --------------------- \| -------------------------- \| --------------------- \| --------------------- \| \| 1r \| Jonas Vingegaard \| Team Visma \\| Lease a Bike \| 12h 51' 08" \| \| \| 2n \| Diego Ulissi \| UAE Team Emirates \| + 19" \| \| \| 3r \| Wilco Kelderman \| Team Visma \\| Lease a Bike \| + 20" \| \| \| 4t \| Romain Grégoire \| Groupama-FDJ \| + 33" \| \| \| 5è \| Magnus Sheffield \| Ineos Grenadiers \| + 37" \| \| \| 6è \| Matej Mohorič \| Bahrain Victorious \| + 44" \| \| \| 7è \| Edoardo Zambanini \| Bahrain Victorious \| + 44" \| \| \| 8è \| Yannis Voisard \| Tudor Pro Cycling Team \| + 49" \| \| \| 9è \| Mikkel Frølich Honoré \| EF Education-EasyPost \| + 49" \| \| \| 10è \| Felix Großschartner \| UAE Team Emirates \| + 50" \| \| |                       |                            |             |
| |                       |                            |             |
| |                       |                            |             |
| Classificació general |                       |                            |             |
| Corredor | Corredor              | Equip                      | Temps       |
| 1r | Jonas Vingegaard      | Team Visma \| Lease a Bike | 12h 51' 08" |
| 2n | Diego Ulissi          | UAE Team Emirates          | + 19"       |
| 3r | Wilco Kelderman       | Team Visma \| Lease a Bike | + 20"       |
| 4t | Romain Grégoire       | Groupama-FDJ               | + 33"       |
| 5è | Magnus Sheffield      | Ineos Grenadiers           | + 37"       |
| 6è | Matej Mohorič         | Bahrain Victorious         | + 44"       |
| 7è | Edoardo Zambanini     | Bahrain Victorious         | + 44"       |
| 8è | Yannis Voisard        | Tudor Pro Cycling Team     | + 49"       |
| 9è | Mikkel Frølich Honoré | EF Education-EasyPost      | + 49"       |
| 10è | Felix Großschartner   | UAE Team Emirates          | + 50"       |

| Classificació general | Classificació general | Classificació general      | Classificació general | Classificació general |
| Corredor              | Corredor              | Equip                      | Temps                 |                       |
| --------------------- | --------------------- | -------------------------- | --------------------- | --------------------- |
| 1r                    | Jonas Vingegaard      | Team Visma \| Lease a Bike | 12h 51' 08"           |                       |
| 2n                    | Diego Ulissi          | UAE Team Emirates          | + 19"                 |                       |
| 3r                    | Wilco Kelderman       | Team Visma \| Lease a Bike | + 20"                 |                       |
| 4t                    | Romain Grégoire       | Groupama-FDJ               | + 33"                 |                       |
| 5è                    | Magnus Sheffield      | Ineos Grenadiers           | + 37"                 |                       |
| 6è                    | Matej Mohorič         | Bahrain Victorious         | + 44"                 |                       |
| 7è                    | Edoardo Zambanini     | Bahrain Victorious         | + 44"                 |                       |
| 8è                    | Yannis Voisard        | Tudor Pro Cycling Team     | + 49"                 |                       |
| 9è                    | Mikkel Frølich Honoré | EF Education-EasyPost      | + 49"                 |                       |
| 10è                   | Felix Großschartner   | UAE Team Emirates          | + 50"                 |                       |

### Etapa 5
16 d'agost de 2024 – Katowice fins a Katowice, 187,6 km.
| \| Classificació de l'etapa \| Classificació de l'etapa \| Classificació de l'etapa \| Classificació de l'etapa \| Classificació de l'etapa \| \| Corredor \| Corredor \| Equip \| Temps \| \| \| ------------------------ \| ------------------------ \| -------------------------- \| ------------------------ \| ------------------------ \| \| 1r \| Tim Merlier \| Soudal Quick-Step \| 4h 00' 05" \| \| \| 2n \| Jordi Meeus \| Red Bull-Bora-Hansgrohe \| + 0" \| \| \| 3r \| Olav Kooij \| Team Visma \\| Lease a Bike \| + 0" \| \| \| 4t \| Jensen Plowright \| Alpecin-Deceuninck \| + 0" \| \| \| 5è \| Jake Stewart \| Israel-Premier Tech \| + 0" \| \| \| 6è \| Davide Cimolai \| Movistar Team \| + 0" \| \| \| 7è \| Danny van Poppel \| Red Bull-Bora-Hansgrohe \| + 0" \| \| \| 8è \| Stanisław Aniołkowski \| Cofidis \| + 0" \| \| \| 9è \| Andrea Pasqualon \| Bahrain Victorious \| + 0" \| \| \| 10è \| Casper van Uden \| Team dsm-firmenich PostNL \| + 0" \| \| |                       |                            |            |
| |                       |                            |            |
| |                       |                            |            |
| Classificació de l'etapa |                       |                            |            |
| Corredor | Corredor              | Equip                      | Temps      |
| 1r | Tim Merlier           | Soudal Quick-Step          | 4h 00' 05" |
| 2n | Jordi Meeus           | Red Bull-Bora-Hansgrohe    | + 0"       |
| 3r | Olav Kooij            | Team Visma \| Lease a Bike | + 0"       |
| 4t | Jensen Plowright      | Alpecin-Deceuninck         | + 0"       |
| 5è | Jake Stewart          | Israel-Premier Tech        | + 0"       |
| 6è | Davide Cimolai        | Movistar Team              | + 0"       |
| 7è | Danny van Poppel      | Red Bull-Bora-Hansgrohe    | + 0"       |
| 8è | Stanisław Aniołkowski | Cofidis                    | + 0"       |
| 9è | Andrea Pasqualon      | Bahrain Victorious         | + 0"       |
| 10è | Casper van Uden       | Team dsm-firmenich PostNL  | + 0"       |

| Classificació de l'etapa | Classificació de l'etapa | Classificació de l'etapa   | Classificació de l'etapa | Classificació de l'etapa |
| Corredor                 | Corredor                 | Equip                      | Temps                    |                          |
| ------------------------ | ------------------------ | -------------------------- | ------------------------ | ------------------------ |
| 1r                       | Tim Merlier              | Soudal Quick-Step          | 4h 00' 05"               |                          |
| 2n                       | Jordi Meeus              | Red Bull-Bora-Hansgrohe    | + 0"                     |                          |
| 3r                       | Olav Kooij               | Team Visma \| Lease a Bike | + 0"                     |                          |
| 4t                       | Jensen Plowright         | Alpecin-Deceuninck         | + 0"                     |                          |
| 5è                       | Jake Stewart             | Israel-Premier Tech        | + 0"                     |                          |
| 6è                       | Davide Cimolai           | Movistar Team              | + 0"                     |                          |
| 7è                       | Danny van Poppel         | Red Bull-Bora-Hansgrohe    | + 0"                     |                          |
| 8è                       | Stanisław Aniołkowski    | Cofidis                    | + 0"                     |                          |
| 9è                       | Andrea Pasqualon         | Bahrain Victorious         | + 0"                     |                          |
| 10è                      | Casper van Uden          | Team dsm-firmenich PostNL  | + 0"                     |                          |

| \| Classificació general \| Classificació general \| Classificació general \| Classificació general \| Classificació general \| \| Corredor \| Corredor \| Equip \| Temps \| \| \| --------------------- \| --------------------- \| -------------------------- \| --------------------- \| --------------------- \| \| 1r \| Jonas Vingegaard \| Team Visma \\| Lease a Bike \| 16h 58' 08" \| \| \| 2n \| Diego Ulissi \| UAE Team Emirates \| + 19" \| \| \| 3r \| Wilco Kelderman \| Team Visma \\| Lease a Bike \| + 20" \| \| \| 4t \| Romain Grégoire \| Groupama-FDJ \| + 33" \| \| \| 5è \| Magnus Sheffield \| Ineos Grenadiers \| + 37" \| \| \| 6è \| Matej Mohorič \| Bahrain Victorious \| + 44" \| \| \| 7è \| Edoardo Zambanini \| Bahrain Victorious \| + 44" \| \| \| 8è \| Yannis Voisard \| Tudor Pro Cycling Team \| + 49" \| \| \| 9è \| Mikkel Frølich Honoré \| EF Education-EasyPost \| + 49" \| \| \| 10è \| Felix Großschartner \| UAE Team Emirates \| + 50" \| \| |                       |                            |             |
| |                       |                            |             |
| |                       |                            |             |
| Classificació general |                       |                            |             |
| Corredor | Corredor              | Equip                      | Temps       |
| 1r | Jonas Vingegaard      | Team Visma \| Lease a Bike | 16h 58' 08" |
| 2n | Diego Ulissi          | UAE Team Emirates          | + 19"       |
| 3r | Wilco Kelderman       | Team Visma \| Lease a Bike | + 20"       |
| 4t | Romain Grégoire       | Groupama-FDJ               | + 33"       |
| 5è | Magnus Sheffield      | Ineos Grenadiers           | + 37"       |
| 6è | Matej Mohorič         | Bahrain Victorious         | + 44"       |
| 7è | Edoardo Zambanini     | Bahrain Victorious         | + 44"       |
| 8è | Yannis Voisard        | Tudor Pro Cycling Team     | + 49"       |
| 9è | Mikkel Frølich Honoré | EF Education-EasyPost      | + 49"       |
| 10è | Felix Großschartner   | UAE Team Emirates          | + 50"       |

| Classificació general | Classificació general | Classificació general      | Classificació general | Classificació general |
| Corredor              | Corredor              | Equip                      | Temps                 |                       |
| --------------------- | --------------------- | -------------------------- | --------------------- | --------------------- |
| 1r                    | Jonas Vingegaard      | Team Visma \| Lease a Bike | 16h 58' 08"           |                       |
| 2n                    | Diego Ulissi          | UAE Team Emirates          | + 19"                 |                       |
| 3r                    | Wilco Kelderman       | Team Visma \| Lease a Bike | + 20"                 |                       |
| 4t                    | Romain Grégoire       | Groupama-FDJ               | + 33"                 |                       |
| 5è                    | Magnus Sheffield      | Ineos Grenadiers           | + 37"                 |                       |
| 6è                    | Matej Mohorič         | Bahrain Victorious         | + 44"                 |                       |
| 7è                    | Edoardo Zambanini     | Bahrain Victorious         | + 44"                 |                       |
| 8è                    | Yannis Voisard        | Tudor Pro Cycling Team     | + 49"                 |                       |
| 9è                    | Mikkel Frølich Honoré | EF Education-EasyPost      | + 49"                 |                       |
| 10è                   | Felix Großschartner   | UAE Team Emirates          | + 50"                 |                       |

### Etapa 6
17 d'agost de 2024 – Wadowice fins a Bukowina Tatrzańska, 183,2 km.
| \| Classificació de l'etapa \| Classificació de l'etapa \| Classificació de l'etapa \| Classificació de l'etapa \| Classificació de l'etapa \| \| Corredor \| Corredor \| Equip \| Temps \| \| \| ------------------------ \| ------------------------ \| -------------------------- \| ------------------------ \| ------------------------ \| \| 1r \| Thibau Nys \| Lidl-Trek \| 4h 26' 06" \| \| \| 2n \| Diego Ulissi \| UAE Team Emirates \| + 0" \| \| \| 3r \| Oscar Onley \| Team dsm-firmenich PostNL \| + 0" \| \| \| 4t \| Jonas Vingegaard \| Team Visma \\| Lease a Bike \| + 0" \| \| \| 5è \| Wilco Kelderman \| Team Visma \\| Lease a Bike \| + 0" \| \| \| 6è \| Andrea Bagioli \| Lidl-Trek \| + 0" \| \| \| 7è \| Aurélien Paret-Peintre \| Decathlon-AG2R La Mondiale \| + 0" \| \| \| 8è \| Edoardo Zambanini \| Bahrain Victorious \| + 0" \| \| \| 9è \| Matej Mohorič \| Bahrain Victorious \| + 0" \| \| \| 10è \| Frederik Wandahl \| Red Bull-Bora-Hansgrohe \| + 0" \| \| |                        |                            |            |
| |                        |                            |            |
| |                        |                            |            |
| Classificació de l'etapa |                        |                            |            |
| Corredor | Corredor               | Equip                      | Temps      |
| 1r | Thibau Nys             | Lidl-Trek                  | 4h 26' 06" |
| 2n | Diego Ulissi           | UAE Team Emirates          | + 0"       |
| 3r | Oscar Onley            | Team dsm-firmenich PostNL  | + 0"       |
| 4t | Jonas Vingegaard       | Team Visma \| Lease a Bike | + 0"       |
| 5è | Wilco Kelderman        | Team Visma \| Lease a Bike | + 0"       |
| 6è | Andrea Bagioli         | Lidl-Trek                  | + 0"       |
| 7è | Aurélien Paret-Peintre | Decathlon-AG2R La Mondiale | + 0"       |
| 8è | Edoardo Zambanini      | Bahrain Victorious         | + 0"       |
| 9è | Matej Mohorič          | Bahrain Victorious         | + 0"       |
| 10è | Frederik Wandahl       | Red Bull-Bora-Hansgrohe    | + 0"       |

| Classificació de l'etapa | Classificació de l'etapa | Classificació de l'etapa   | Classificació de l'etapa | Classificació de l'etapa |
| Corredor                 | Corredor                 | Equip                      | Temps                    |                          |
| ------------------------ | ------------------------ | -------------------------- | ------------------------ | ------------------------ |
| 1r                       | Thibau Nys               | Lidl-Trek                  | 4h 26' 06"               |                          |
| 2n                       | Diego Ulissi             | UAE Team Emirates          | + 0"                     |                          |
| 3r                       | Oscar Onley              | Team dsm-firmenich PostNL  | + 0"                     |                          |
| 4t                       | Jonas Vingegaard         | Team Visma \| Lease a Bike | + 0"                     |                          |
| 5è                       | Wilco Kelderman          | Team Visma \| Lease a Bike | + 0"                     |                          |
| 6è                       | Andrea Bagioli           | Lidl-Trek                  | + 0"                     |                          |
| 7è                       | Aurélien Paret-Peintre   | Decathlon-AG2R La Mondiale | + 0"                     |                          |
| 8è                       | Edoardo Zambanini        | Bahrain Victorious         | + 0"                     |                          |
| 9è                       | Matej Mohorič            | Bahrain Victorious         | + 0"                     |                          |
| 10è                      | Frederik Wandahl         | Red Bull-Bora-Hansgrohe    | + 0"                     |                          |

| \| Classificació general \| Classificació general \| Classificació general \| Classificació general \| Classificació general \| \| Corredor \| Corredor \| Equip \| Temps \| \| \| --------------------- \| --------------------- \| -------------------------- \| --------------------- \| --------------------- \| \| 1r \| Jonas Vingegaard \| Team Visma \\| Lease a Bike \| 21h 22' 14" \| \| \| 2n \| Diego Ulissi \| UAE Team Emirates \| + 13" \| \| \| 3r \| Wilco Kelderman \| Team Visma \\| Lease a Bike \| + 20" \| \| \| 4t \| Romain Grégoire \| Groupama-FDJ \| + 33" \| \| \| 5è \| Magnus Sheffield \| Ineos Grenadiers \| + 37" \| \| \| 6è \| Matej Mohorič \| Bahrain Victorious \| + 44" \| \| \| 7è \| Edoardo Zambanini \| Bahrain Victorious \| + 44" \| \| \| 8è \| Yannis Voisard \| Tudor Pro Cycling Team \| + 49" \| \| \| 9è \| Mikkel Frølich Honoré \| EF Education-EasyPost \| + 49" \| \| \| 10è \| Oscar Onley \| Team dsm-firmenich PostNL \| + 53" \| \| |                       |                            |             |
| |                       |                            |             |
| |                       |                            |             |
| Classificació general |                       |                            |             |
| Corredor | Corredor              | Equip                      | Temps       |
| 1r | Jonas Vingegaard      | Team Visma \| Lease a Bike | 21h 22' 14" |
| 2n | Diego Ulissi          | UAE Team Emirates          | + 13"       |
| 3r | Wilco Kelderman       | Team Visma \| Lease a Bike | + 20"       |
| 4t | Romain Grégoire       | Groupama-FDJ               | + 33"       |
| 5è | Magnus Sheffield      | Ineos Grenadiers           | + 37"       |
| 6è | Matej Mohorič         | Bahrain Victorious         | + 44"       |
| 7è | Edoardo Zambanini     | Bahrain Victorious         | + 44"       |
| 8è | Yannis Voisard        | Tudor Pro Cycling Team     | + 49"       |
| 9è | Mikkel Frølich Honoré | EF Education-EasyPost      | + 49"       |
| 10è | Oscar Onley           | Team dsm-firmenich PostNL  | + 53"       |

| Classificació general | Classificació general | Classificació general      | Classificació general | Classificació general |
| Corredor              | Corredor              | Equip                      | Temps                 |                       |
| --------------------- | --------------------- | -------------------------- | --------------------- | --------------------- |
| 1r                    | Jonas Vingegaard      | Team Visma \| Lease a Bike | 21h 22' 14"           |                       |
| 2n                    | Diego Ulissi          | UAE Team Emirates          | + 13"                 |                       |
| 3r                    | Wilco Kelderman       | Team Visma \| Lease a Bike | + 20"                 |                       |
| 4t                    | Romain Grégoire       | Groupama-FDJ               | + 33"                 |                       |
| 5è                    | Magnus Sheffield      | Ineos Grenadiers           | + 37"                 |                       |
| 6è                    | Matej Mohorič         | Bahrain Victorious         | + 44"                 |                       |
| 7è                    | Edoardo Zambanini     | Bahrain Victorious         | + 44"                 |                       |
| 8è                    | Yannis Voisard        | Tudor Pro Cycling Team     | + 49"                 |                       |
| 9è                    | Mikkel Frølich Honoré | EF Education-EasyPost      | + 49"                 |                       |
| 10è                   | Oscar Onley           | Team dsm-firmenich PostNL  | + 53"                 |                       |

### Etapa 7
18 d'agost de 2024 – Wieliczka fins a Cracòvia, 142,1 km.
| \| Classificació de l'etapa \| Classificació de l'etapa \| Classificació de l'etapa \| Classificació de l'etapa \| Classificació de l'etapa \| \| Corredor \| Corredor \| Equip \| Temps \| \| \| ------------------------ \| ------------------------ \| -------------------------- \| ------------------------ \| ------------------------ \| \| 1r \| Olav Kooij \| Team Visma \\| Lease a Bike \| 3h 04' 08" \| \| \| 2n \| Tim Merlier \| Soudal Quick-Step \| + 0" \| \| \| 3r \| Gerben Thijssen \| Intermarché-Wanty \| + 0" \| \| \| 4t \| Casper van Uden \| Team dsm-firmenich PostNL \| + 0" \| \| \| 5è \| Jensen Plowright \| Alpecin-Deceuninck \| + 0" \| \| \| 6è \| Jordi Meeus \| Red Bull-Bora-Hansgrohe \| + 0" \| \| \| 7è \| Elmar Reinders \| Team Jayco AlUla \| + 0" \| \| \| 8è \| Oliver Naesen \| Decathlon-AG2R La Mondiale \| + 0" \| \| \| 9è \| Ben Swift \| Ineos Grenadiers \| + 0" \| \| \| 10è \| Edward Theuns \| Lidl-Trek \| + 0" \| \| |                  |                            |            |
| |                  |                            |            |
| |                  |                            |            |
| Classificació de l'etapa |                  |                            |            |
| Corredor | Corredor         | Equip                      | Temps      |
| 1r | Olav Kooij       | Team Visma \| Lease a Bike | 3h 04' 08" |
| 2n | Tim Merlier      | Soudal Quick-Step          | + 0"       |
| 3r | Gerben Thijssen  | Intermarché-Wanty          | + 0"       |
| 4t | Casper van Uden  | Team dsm-firmenich PostNL  | + 0"       |
| 5è | Jensen Plowright | Alpecin-Deceuninck         | + 0"       |
| 6è | Jordi Meeus      | Red Bull-Bora-Hansgrohe    | + 0"       |
| 7è | Elmar Reinders   | Team Jayco AlUla           | + 0"       |
| 8è | Oliver Naesen    | Decathlon-AG2R La Mondiale | + 0"       |
| 9è | Ben Swift        | Ineos Grenadiers           | + 0"       |
| 10è | Edward Theuns    | Lidl-Trek                  | + 0"       |

## Evolució de les classificacions
| Stage | Winner      | Classificació general (polonès: Żółta koszulka) | Classificació dels esprints (polonès: Klasyfikacja sprinterska) | Classificació de la muntanya (polonès: Klasyfikacja górska) | Classificació de la combativitat (polonès: Klasyfikacja najaktywniejszych) | Millor polonès | Classificació per equips |
| ----- | ----------- | ----------------------------------------------- | --------------------------------------------------------------- | ----------------------------------------------------------- | -------------------------------------------------------------------------- | -------------- | ------------------------ |
| 1     | Thibau Nys  | Thibau Nys                                      | Thibau Nys                                                      | Michał Paluta                                               | Szymon Sajnok                                                              | Rafał Majka    | UAE Team Emirates        |
| 2     | Tim Wellens | Jonas Vingegaard                                | Jonas Vingegaard                                                |                                                             | Szymon Sajnok                                                              | Rafał Majka    | UAE Team Emirates        |
| 3     | Thibau Nys  | Jonas Vingegaard                                | Diego Ulissi                                                    |                                                             | Szymon Sajnok                                                              | Rafał Majka    | UAE Team Emirates        |
| 4     | Olav Kooij  | Jonas Vingegaard                                | Diego Ulissi                                                    |                                                             | Szymon Sajnok                                                              | Rafał Majka    | UAE Team Emirates        |
| 5     | Tim Merlier | Jonas Vingegaard                                | Diego Ulissi                                                    | Norbert Banaszek                                            |                                                                            | Rafał Majka    | UAE Team Emirates        |
| 6     | Thibau Nys  | Jonas Vingegaard                                | Diego Ulissi                                                    | Norbert Banaszek                                            |                                                                            | Rafał Majka    | UAE Team Emirates        |
| 7     | Olav Kooij  | Jonas Vingegaard                                | Diego Ulissi                                                    | Norbert Banaszek                                            |                                                                            | Rafał Majka    | UAE Team Emirates        |
| Final | Final       | Jonas Vingegaard                                | Diego Ulissi                                                    | Michał Paluta                                               | Norbert Banaszek                                                           | Rafał Majka    | UAE Team Emirates        |

## Classificacions finals

### Classificació general
| \| Classificació general \| Classificació general \| Classificació general \| Classificació general \| Classificació general \| \| Corredor \| Corredor \| Equip \| Temps \| \| \| --------------------- \| --------------------- \| -------------------------- \| --------------------- \| --------------------- \| \| 1r \| Jonas Vingegaard \| Team Visma \\| Lease a Bike \| 24h 26' 22" \| \| \| 2n \| Diego Ulissi \| UAE Team Emirates \| + 13" \| \| \| 3r \| Wilco Kelderman \| Team Visma \\| Lease a Bike \| + 20" \| \| \| 4t \| Romain Grégoire \| Groupama-FDJ \| + 33" \| \| \| 5è \| Magnus Sheffield \| Ineos Grenadiers \| + 37" \| \| \| 6è \| Matej Mohorič \| Bahrain Victorious \| + 44" \| \| \| 7è \| Edoardo Zambanini \| Bahrain Victorious \| + 44" \| \| \| 8è \| Yannis Voisard \| Tudor Pro Cycling Team \| + 49" \| \| \| 9è \| Mikkel Frølich Honoré \| EF Education-EasyPost \| + 49" \| \| \| 10è \| Oscar Onley \| Team dsm-firmenich PostNL \| + 53" \| \| |                       |                            |             |
| |                       |                            |             |
| Font: ProCyclingStats |                       |                            |             |
| Classificació general |                       |                            |             |
| Corredor | Corredor              | Equip                      | Temps       |
| 1r | Jonas Vingegaard      | Team Visma \| Lease a Bike | 24h 26' 22" |
| 2n | Diego Ulissi          | UAE Team Emirates          | + 13"       |
| 3r | Wilco Kelderman       | Team Visma \| Lease a Bike | + 20"       |
| 4t | Romain Grégoire       | Groupama-FDJ               | + 33"       |
| 5è | Magnus Sheffield      | Ineos Grenadiers           | + 37"       |
| 6è | Matej Mohorič         | Bahrain Victorious         | + 44"       |
| 7è | Edoardo Zambanini     | Bahrain Victorious         | + 44"       |
| 8è | Yannis Voisard        | Tudor Pro Cycling Team     | + 49"       |
| 9è | Mikkel Frølich Honoré | EF Education-EasyPost      | + 49"       |
| 10è | Oscar Onley           | Team dsm-firmenich PostNL  | + 53"       |

| Classificació dels esprints | Classificació dels esprints | Classificació dels esprints | Classificació dels esprints | Classificació dels esprints |
| Corredor                    | Corredor                    | Equip                       | Punts                       |                             |
| --------------------------- | --------------------------- | --------------------------- | --------------------------- | --------------------------- |
| 1r                          | Diego Ulissi                | UAE Team Emirates           | 68 pts                      |                             |
| 2n                          | Jonas Vingegaard            | Team Visma \| Lease a Bike  | 65 pts                      |                             |
| 3r                          | Wilco Kelderman             | Team Visma \| Lease a Bike  | 64 pts                      |                             |
| 4t                          | Thibau Nys                  | Lidl-Trek                   | 60 pts                      |                             |
| 5è                          | Olav Kooij                  | Team Visma \| Lease a Bike  | 58 pts                      |                             |
| 6è                          | Tim Merlier                 | Soudal Quick-Step           | 55 pts                      |                             |
| 7è                          | Jordi Meeus                 | Red Bull-Bora-Hansgrohe     | 51 pts                      |                             |
| 8è                          | Romain Grégoire             | Groupama-FDJ                | 49 pts                      |                             |
| 9è                          | Magnus Sheffield            | Ineos Grenadiers            | 48 pts                      |                             |
| 10è                         | Matej Mohorič               | Bahrain Victorious          | 46 pts                      |                             |

| Classificació dels esprints | Classificació dels esprints | Classificació dels esprints | Classificació dels esprints | Classificació dels esprints |
| Corredor                    | Corredor                    | Equip                       | Punts                       |                             |
| --------------------------- | --------------------------- | --------------------------- | --------------------------- | --------------------------- |
| 1r                          | Diego Ulissi                | UAE Team Emirates           | 68 pts                      |                             |
| 2n                          | Jonas Vingegaard            | Team Visma \| Lease a Bike  | 65 pts                      |                             |
| 3r                          | Wilco Kelderman             | Team Visma \| Lease a Bike  | 64 pts                      |                             |
| 4t                          | Thibau Nys                  | Lidl-Trek                   | 60 pts                      |                             |
| 5è                          | Olav Kooij                  | Team Visma \| Lease a Bike  | 58 pts                      |                             |
| 6è                          | Tim Merlier                 | Soudal Quick-Step           | 55 pts                      |                             |
| 7è                          | Jordi Meeus                 | Red Bull-Bora-Hansgrohe     | 51 pts                      |                             |
| 8è                          | Romain Grégoire             | Groupama-FDJ                | 49 pts                      |                             |
| 9è                          | Magnus Sheffield            | Ineos Grenadiers            | 48 pts                      |                             |
| 10è                         | Matej Mohorič               | Bahrain Victorious          | 46 pts                      |                             |

| Classificació de la combativitat | Classificació de la combativitat | Classificació de la combativitat | Classificació de la combativitat | Classificació de la combativitat |
| Corredor                         | Corredor                         | Equip                            | Punts                            |                                  |
| -------------------------------- | -------------------------------- | -------------------------------- | -------------------------------- | -------------------------------- |
| 1r                               | Norbert Banaszek                 | Polònia                          | 11 pts                           |                                  |
| 2n                               | Kacper Gieryk                    | Polònia                          | 6 pts                            |                                  |
| 3r                               | Matej Mohorič                    | Bahrain Victorious               | 5 pts                            |                                  |
| 4t                               | Jan Maas                         | Team Jayco AlUla                 | 4 pts                            |                                  |
| 5è                               | Davide Formolo                   | Movistar Team                    | 3 pts                            |                                  |
| 6è                               | Marcin Budziński                 | Polònia                          | 3 pts                            |                                  |
| 7è                               | Mick van Dijke                   | Team Visma \| Lease a Bike       | 3 pts                            |                                  |
| 8è                               | Johan Jacobs                     | Movistar Team                    | 3 pts                            |                                  |
| 9è                               | Michał Paluta                    | Polònia                          | 3 pts                            |                                  |
| 10è                              | Archie Ryan                      | EF Education-EasyPost            | 2 pts                            |                                  |

| Classificació de la combativitat | Classificació de la combativitat | Classificació de la combativitat | Classificació de la combativitat | Classificació de la combativitat |
| Corredor                         | Corredor                         | Equip                            | Punts                            |                                  |
| -------------------------------- | -------------------------------- | -------------------------------- | -------------------------------- | -------------------------------- |
| 1r                               | Norbert Banaszek                 | Polònia                          | 11 pts                           |                                  |
| 2n                               | Kacper Gieryk                    | Polònia                          | 6 pts                            |                                  |
| 3r                               | Matej Mohorič                    | Bahrain Victorious               | 5 pts                            |                                  |
| 4t                               | Jan Maas                         | Team Jayco AlUla                 | 4 pts                            |                                  |
| 5è                               | Davide Formolo                   | Movistar Team                    | 3 pts                            |                                  |
| 6è                               | Marcin Budziński                 | Polònia                          | 3 pts                            |                                  |
| 7è                               | Mick van Dijke                   | Team Visma \| Lease a Bike       | 3 pts                            |                                  |
| 8è                               | Johan Jacobs                     | Movistar Team                    | 3 pts                            |                                  |
| 9è                               | Michał Paluta                    | Polònia                          | 3 pts                            |                                  |
| 10è                              | Archie Ryan                      | EF Education-EasyPost            | 2 pts                            |                                  |

| Classificació de la muntanya | Classificació de la muntanya | Classificació de la muntanya | Classificació de la muntanya | Classificació de la muntanya |
| Corredor                     | Corredor                     | Equip                        | Punts                        |                              |
| ---------------------------- | ---------------------------- | ---------------------------- | ---------------------------- | ---------------------------- |
| 1r                           | Michał Paluta                | Polònia                      | 33 pts                       |                              |
| 2n                           | Silvan Dillier               | Alpecin-Deceuninck           | 17 pts                       |                              |
| 3r                           | Jan Maas                     | Team Jayco AlUla             | 17 pts                       |                              |
| 4t                           | Davide Formolo               | Movistar Team                | 15 pts                       |                              |
| 5è                           | Archie Ryan                  | EF Education-EasyPost        | 13 pts                       |                              |
| 6è                           | Samuele Battistella          | Astana Qazaqstan Team        | 12 pts                       |                              |
| 7è                           | Wilco Kelderman              | Team Visma \| Lease a Bike   | 7 pts                        |                              |
| 8è                           | Jonas Vingegaard             | Team Visma \| Lease a Bike   | 5 pts                        |                              |
| 9è                           | Johan Jacobs                 | Movistar Team                | 3 pts                        |                              |
| 10è                          | Oscar Onley                  | Team dsm-firmenich PostNL    | 3 pts                        |                              |

| Classificació de la muntanya | Classificació de la muntanya | Classificació de la muntanya | Classificació de la muntanya | Classificació de la muntanya |
| Corredor                     | Corredor                     | Equip                        | Punts                        |                              |
| ---------------------------- | ---------------------------- | ---------------------------- | ---------------------------- | ---------------------------- |
| 1r                           | Michał Paluta                | Polònia                      | 33 pts                       |                              |
| 2n                           | Silvan Dillier               | Alpecin-Deceuninck           | 17 pts                       |                              |
| 3r                           | Jan Maas                     | Team Jayco AlUla             | 17 pts                       |                              |
| 4t                           | Davide Formolo               | Movistar Team                | 15 pts                       |                              |
| 5è                           | Archie Ryan                  | EF Education-EasyPost        | 13 pts                       |                              |
| 6è                           | Samuele Battistella          | Astana Qazaqstan Team        | 12 pts                       |                              |
| 7è                           | Wilco Kelderman              | Team Visma \| Lease a Bike   | 7 pts                        |                              |
| 8è                           | Jonas Vingegaard             | Team Visma \| Lease a Bike   | 5 pts                        |                              |
| 9è                           | Johan Jacobs                 | Movistar Team                | 3 pts                        |                              |
| 10è                          | Oscar Onley                  | Team dsm-firmenich PostNL    | 3 pts                        |                              |

| Classificació per equips | Classificació per equips   | Classificació per equips | Classificació per equips |
| Equip                    | Equip                      | Temps                    |                          |
| ------------------------ | -------------------------- | ------------------------ | ------------------------ |
| 1r                       | UAE Team Emirates          | 73h 20' 28"              |                          |
| 2n                       | Bahrain Victorious         | + 5' 05"                 |                          |
| 3r                       | EF Education-EasyPost      | + 7' 40"                 |                          |
| 4t                       | Team Visma \| Lease a Bike | + 14' 34"                |                          |
| 5è                       | Q36.5 Pro Cycling Team     | + 15' 28"                |                          |
| 6è                       | Movistar Team              | + 17' 22"                |                          |
| 7è                       | Israel-Premier Tech        | + 17' 34"                |                          |
| 8è                       | Tudor Pro Cycling Team     | + 18' 40"                |                          |
| 9è                       | Cofidis                    | + 20' 08"                |                          |
| 10è                      | Decathlon-AG2R La Mondiale | + 20' 35"                |                          |

| Classificació per equips | Classificació per equips   | Classificació per equips | Classificació per equips |
| Equip                    | Equip                      | Temps                    |                          |
| ------------------------ | -------------------------- | ------------------------ | ------------------------ |
| 1r                       | UAE Team Emirates          | 73h 20' 28"              |                          |
| 2n                       | Bahrain Victorious         | + 5' 05"                 |                          |
| 3r                       | EF Education-EasyPost      | + 7' 40"                 |                          |
| 4t                       | Team Visma \| Lease a Bike | + 14' 34"                |                          |
| 5è                       | Q36.5 Pro Cycling Team     | + 15' 28"                |                          |
| 6è                       | Movistar Team              | + 17' 22"                |                          |
| 7è                       | Israel-Premier Tech        | + 17' 34"                |                          |
| 8è                       | Tudor Pro Cycling Team     | + 18' 40"                |                          |
| 9è                       | Cofidis                    | + 20' 08"                |                          |
| 10è                      | Decathlon-AG2R La Mondiale | + 20' 35"                |                          |

## Llista de participants
| Bahrain Victorious TBV | Bahrain Victorious TBV              | Bahrain Victorious TBV |
| ---------------------- | ----------------------------------- | ---------------------- |
| Núm                    | Ciclista                            | Pos                    |
| 1                      | Matej Mohorič (SLO)                 | 6è                     |
| 2                      | Peio Bilbao López de Armentia (ESP) | 35è                    |
| 3                      | Phil Bauhaus (GER)                  | 125è                   |
| 4                      | Andrea Pasqualon (ITA)              | 81è                    |
| 5                      | Łukasz Wiśniowski (POL)             | 98è                    |
| 6                      | Fred Wright (GBR)                   | 29è                    |
| 7                      | Edoardo Zambanini (ITA)             | 7è                     |

| Alpecin-Deceuninck ADC | Alpecin-Deceuninck ADC | Alpecin-Deceuninck ADC |
| ---------------------- | ---------------------- | ---------------------- |
| Núm                    | Ciclista               | Pos                    |
| 11                     | Silvan Dillier (SUI)   | 51è                    |
| 12                     | Timo Kielich (BEL)     | 101è                   |
| 13                     | Senne Leysen (BEL)     | 87è                    |
| 14                     | Lars Boven (NED)       | DNF-3                  |
| 15                     | Nicola Conci (ITA)     | DNF-4                  |
| 16                     | Jensen Plowright (AUS) | 83è                    |
| 17                     | Ramon Sinkeldam (NED)  | 113è                   |

| Arkéa-B&B Hotels ARK | Arkéa-B&B Hotels ARK     | Arkéa-B&B Hotels ARK |
| -------------------- | ------------------------ | -------------------- |
| Núm                  | Ciclista                 | Pos                  |
| 21                   | David Dekker (NED)       | 105è                 |
| 22                   | Raúl García Pierna (ESP) | 11è                  |
| 23                   | Donavan Grondin (FRA)    | 103è                 |
| 24                   | Alan Riou (FRA)          | 110è                 |
| 25                   | Miles Scotson (AUS)      | DNF-4                |
| 26                   | Florian Sénéchal (FRA)   | 78è                  |
| 27                   | Alessandro Verre (ITA)   | 16è                  |

| Astana Qazaqstan Team AST | Astana Qazaqstan Team AST           | Astana Qazaqstan Team AST |
| ------------------------- | ----------------------------------- | ------------------------- |
| Núm                       | Ciclista                            | Pos                       |
| 31                        | Davide Ballerini (ITA)              | DNF-3                     |
| 32                        | Samuele Battistella (ITA)           | 48è                       |
| 33                        | Dmitri Grúzdev (KAZ) (ruta i crono) | 123è                      |
| 34                        | Henok Mulubrhan (ERI) (ruta)        | 67è                       |
| 35                        | Cristian Scaroni (ITA)              | DNF-5                     |
| 36                        | Anton Kuzmin (KAZ)                  | 59è                       |
| 37                        | Michele Gazzoli (ITA)               | DNF-3                     |

| Cofidis COF | Cofidis COF                 | Cofidis COF |
| ----------- | --------------------------- | ----------- |
| Núm         | Ciclista                    | Pos         |
| 41          | Stanisław Aniołkowski (POL) | 94è         |
| 42          | Nicolas Debeaumarché (FRA)  | DNF-3       |
| 43          | Aimé De Gendt (BEL)         | 42è         |
| 44          | Ben Hermans (BEL)           | 14è         |
| 45          | Alexis Renard (FRA)         | 106è        |
| 46          | Ludovic Robeet (BEL)        | 79è         |
| 47          | Harrison Wood (GBR)         | 32è         |

| Decathlon-AG2R La Mondiale DAT | Decathlon-AG2R La Mondiale DAT | Decathlon-AG2R La Mondiale DAT |
| ------------------------------ | ------------------------------ | ------------------------------ |
| Núm                            | Ciclista                       | Pos                            |
| 51                             | Aurélien Paret-Peintre (FRA)   | 13è                            |
| 52                             | Sam Bennett (IRL)              | DNF-7                          |
| 53                             | Edvald Boasson Hagen (NOR)     | 89è                            |
| 54                             | Stan Dewulf (BEL)              | 22è                            |
| 55                             | Pierre Gautherat (FRA)         | DNF-4                          |
| 56                             | Oliver Naesen (BEL)            | 66è                            |
| 57                             | Damien Touzé (FRA)             | 50è                            |

| EF Education-EasyPost EFE | EF Education-EasyPost EFE      | EF Education-EasyPost EFE |
| ------------------------- | ------------------------------ | ------------------------- |
| Núm                       | Ciclista                       | Pos                       |
| 61                        | Mikkel Frølich Honoré (DEN)    | 9è                        |
| 62                        | Lukas Nerurkar (GBR)           | 36è                       |
| 63                        | Jack Rootkin-Gray (GBR)        | 108è                      |
| 64                        | Jonas Rutsch (GER)             | 58è                       |
| 65                        | Archie Ryan (IRL)              | 27è                       |
| 66                        | Yuhi Todome (JPN)              | DNF-3                     |
| 67                        | Michael Valgren Andersen (DEN) | 57è                       |

| Groupama-FDJ GFC | Groupama-FDJ GFC      | Groupama-FDJ GFC |
| ---------------- | --------------------- | ---------------- |
| Núm              | Ciclista              | Pos              |
| 71               | Lewis Askey (GBR)     | DNF-5            |
| 72               | Clément Davy (FRA)    | 71è              |
| 73               | Romain Grégoire (FRA) | 4t               |
| 74               | Fabian Lienhard (SUI) | 88è              |
| 75               | Laurence Pithie (NZL) | 92è              |
| 76               | Clément Russo (FRA)   | 84è              |
| 77               | Samuel Watson (GBR)   | 65è              |

| Ineos Grenadiers IGD | Ineos Grenadiers IGD   | Ineos Grenadiers IGD |
| -------------------- | ---------------------- | -------------------- |
| Núm                  | Ciclista               | Pos                  |
| 81                   | Tobias Foss (NOR)      | 39è                  |
| 82                   | Salvatore Puccio (ITA) | 69è                  |
| 83                   | Magnus Sheffield (USA) | 5è                   |
| 84                   | Ben Swift (GBR)        | 70è                  |
| 85                   | Connor Swift (GBR)     | 63è                  |
| 86                   | Ben Turner (GBR)       | NP-5                 |
| 87                   | Cameron Wurf (AUS)     | 95è                  |

| Intermarché-Wanty IWA | Intermarché-Wanty IWA                | Intermarché-Wanty IWA |
| --------------------- | ------------------------------------ | --------------------- |
| Núm                   | Ciclista                             | Pos                   |
| 91                    | Francesco Busatto (ITA)              | 23è                   |
| 92                    | Rune Herregodts (BEL)                | DNF-3                 |
| 93                    | Adrien Petit (FRA)                   | 119è                  |
| 94                    | Dion Smith (NZL)                     | 49è                   |
| 95                    | Gerben Thijssen (BEL)                | 120è                  |
| 96                    | Gijs Van Hoecke (BEL)                | 107è                  |
| 97                    | Roel Daan van Sintmaartensdijk (NED) | 75è                   |

| Lidl-Trek LTK | Lidl-Trek LTK                     | Lidl-Trek LTK |
| ------------- | --------------------------------- | ------------- |
| Núm           | Ciclista                          | Pos           |
| 101           | Andrea Bagioli (ITA)              | 34è           |
| 102           | Ryan Gibbons (RSA) (ruta i crono) | DNF-3         |
| 103           | Alex Kirsch (LUX)                 | 100è          |
| 104           | Thibau Nys (BEL)                  | 31è           |
| 105           | Mads Pedersen (DEN)               | DNF-6         |
| 106           | Edward Theuns (BEL)               | 76è           |
| 107           | Tim Declercq (BEL)                | 74è           |

| Movistar Team MOV | Movistar Team MOV               | Movistar Team MOV |
| ----------------- | ------------------------------- | ----------------- |
| Núm               | Ciclista                        | Pos               |
| 111               | William Barta (USA)             | 12è               |
| 112               | Rémi Cavagna (FRA)              | 56è               |
| 113               | Davide Cimolai (ITA)            | 118è              |
| 114               | Davide Formolo (ITA)            | 37è               |
| 115               | Johan Jacobs (SUI)              | 52è               |
| 116               | Lorenzo Milesi (ITA)            | NP-4              |
| 117               | Gonzalo Serrano Rodríguez (ESP) | 40è               |

| Red Bull-Bora-Hansgrohe RBH | Red Bull-Bora-Hansgrohe RBH  | Red Bull-Bora-Hansgrohe RBH |
| --------------------------- | ---------------------------- | --------------------------- |
| Núm                         | Ciclista                     | Pos                         |
| 121                         | Cesare Benedetti (POL)       | 86è                         |
| 122                         | Jordi Meeus (BEL)            | 121è                        |
| 123                         | Ryan Mullen (IRL)            | 96è                         |
| 124                         | Maximilian Schachmann (GER)  | NP-4                        |
| 125                         | Frederik Wandahl (DEN)       | 30è                         |
| 126                         | Filip Maciejuk (POL) (crono) | 68è                         |
| 127                         | Danny van Poppel (NED)       | 117è                        |

| Soudal Quick-Step SOQ | Soudal Quick-Step SOQ    | Soudal Quick-Step SOQ |
| --------------------- | ------------------------ | --------------------- |
| Núm                   | Ciclista                 | Pos                   |
| 131                   | Ayco Bastiaens (BEL)     | 115è                  |
| 132                   | Paul Magnier (FRA)       | 46è                   |
| 133                   | Tim Merlier (BEL)        | 112è                  |
| 134                   | Pepijn Reinderink (NED)  | 54è                   |
| 135                   | Martin Svrček (SVK)      | 45è                   |
| 136                   | Bert Van Lerberghe (BEL) | 111è                  |
| 137                   | Warre Vangheluwe (BEL)   | DNF-6                 |

| Team dsm-firmenich PostNL DFP | Team dsm-firmenich PostNL DFP | Team dsm-firmenich PostNL DFP |
| ----------------------------- | ----------------------------- | ----------------------------- |
| Núm                           | Ciclista                      | Pos                           |
| 141                           | Romain Bardet (FRA)           | 38è                           |
| 142                           | Romain Combaud (FRA)          | 62è                           |
| 144                           | Patrick Eddy (AUS)            | 90è                           |
| 145                           | Niklas Märkl (GER)            | 102è                          |
| 146                           | Oscar Onley (GBR)             | 10è                           |
| 147                           | Casper van Uden (NED)         | 82è                           |
| 148                           | Bram Welten (NED)             | 93è                           |

| Team Jayco AlUla JAY | Team Jayco AlUla JAY        | Team Jayco AlUla JAY |
| -------------------- | --------------------------- | -------------------- |
| Núm                  | Ciclista                    | Pos                  |
| 151                  | Caleb Ewan (AUS)            | DNF-7                |
| 152                  | Elmar Reinders (NED)        | 80è                  |
| 153                  | Amund Grøndahl Jansen (NOR) | DNF-7                |
| 154                  | Jan Maas (NED)              | 47è                  |
| 155                  | David Peña (COL)            | 24è                  |
| 156                  | Blake Quick (AUS)           | 126è                 |
| 157                  | Lucas Hamilton (AUS)        | DNF-7                |

| Team Visma \| Lease a Bike TVL | Team Visma \| Lease a Bike TVL | Team Visma \| Lease a Bike TVL |
| ------------------------------ | ------------------------------ | ------------------------------ |
| Núm                            | Ciclista                       | Pos                            |
| 161                            | Jonas Vingegaard (DEN)         | 1r                             |
| 162                            | Wilco Kelderman (NED)          | 3r                             |
| 163                            | Per Strand Hagenes (NOR)       | 73è                            |
| 164                            | Olav Kooij (NED)               | 99è                            |
| 165                            | Koen Bouwman (NED)             | 61è                            |
| 166                            | Tosh Van der Sande (BEL)       | 124è                           |
| 167                            | Mick van Dijke (NED)           | 53è                            |

| UAE Team Emirates UAD | UAE Team Emirates UAD            | UAE Team Emirates UAD |
| --------------------- | -------------------------------- | --------------------- |
| Núm                   | Ciclista                         | Pos                   |
| 171                   | Jan Christen (SUI)               | 15è                   |
| 172                   | Felix Großschartner (AUT)        | 17è                   |
| 173                   | Vegard Stake Laengen (NOR)       | NP-3                  |
| 174                   | Rafał Majka (POL)                | 18è                   |
| 175                   | Sebastián Molano Benavides (COL) | NP-2                  |
| 176                   | Diego Ulissi (ITA)               | 2n                    |
| 177                   | Tim Wellens (BEL) (crono)        | 25è                   |

| Israel-Premier Tech IPT | Israel-Premier Tech IPT   | Israel-Premier Tech IPT |
| ----------------------- | ------------------------- | ----------------------- |
| Núm                     | Ciclista                  | Pos                     |
| 181                     | Pascal Ackermann (GER)    | DNF-7                   |
| 182                     | Guillaume Boivin (CAN)    | 72è                     |
| 183                     | Jakob Fuglsang (DEN)      | 21è                     |
| 184                     | Hugo Houle (CAN)          | 19è                     |
| 185                     | Krists Neilands (LAT)     | 43è                     |
| 186                     | Michael Schwarzmann (GER) | 109è                    |
| 187                     | Jake Stewart (GBR)        | 55è                     |

| Q36.5 Pro Cycling Team Q36 | Q36.5 Pro Cycling Team Q36  | Q36.5 Pro Cycling Team Q36 |
| -------------------------- | --------------------------- | -------------------------- |
| Núm                        | Ciclista                    | Pos                        |
| 191                        | Xabier Mikel Azparren (ESP) | DNF-7                      |
| 192                        | Mark Donovan (GBR)          | 20è                        |
| 193                        | Gianluca Brambilla (ITA)    | NP-5                       |
| 194                        | Joey Rosskopf (USA)         | 64è                        |
| 195                        | Szymon Sajnok (POL)         | NP-5                       |
| 196                        | Carl Fredrik Hagen (NOR)    | 26è                        |
| 197                        | Negasi Abreha (ETH)         | 60è                        |

| Tudor Pro Cycling Team TUD | Tudor Pro Cycling Team TUD | Tudor Pro Cycling Team TUD |
| -------------------------- | -------------------------- | -------------------------- |
| Núm                        | Ciclista                   | Pos                        |
| 201                        | Alberto Dainese (ITA)      | 91è                        |
| 202                        | Robin Froidevaux (SUI)     | 122è                       |
| 203                        | Petr Kelemen (CZE)         | 85è                        |
| 204                        | Rick Pluimers (NED)        | 41è                        |
| 205                        | Roland Thalmann (SUI)      | 77è                        |
| 206                        | Yannis Voisard (SUI)       | 8è                         |
| 207                        | Luc Wirtgen (LUX)          | 33è                        |

| Polònia POL | Polònia POL       | Polònia POL |
| ----------- | ----------------- | ----------- |
| Núm         | Ciclista          | Pos         |
| 211         | Marcin Budziński  | 44è         |
| 212         | Michał Paluta     | 97è         |
| 213         | Norbert Banaszek  | 114è        |
| 214         | Piotr Pękala      | 28è         |
| 215         | Radosław Frątczak | 127è        |
| 216         | Mateusz Kostański | 104è        |
| 217         | Kacper Gieryk     | 116è        |

| Bahrain Victorious TBV | Bahrain Victorious TBV              | Bahrain Victorious TBV |
| ---------------------- | ----------------------------------- | ---------------------- |
| Núm                    | Ciclista                            | Pos                    |
| 1                      | Matej Mohorič (SLO)                 | 6è                     |
| 2                      | Peio Bilbao López de Armentia (ESP) | 35è                    |
| 3                      | Phil Bauhaus (GER)                  | 125è                   |
| 4                      | Andrea Pasqualon (ITA)              | 81è                    |
| 5                      | Łukasz Wiśniowski (POL)             | 98è                    |
| 6                      | Fred Wright (GBR)                   | 29è                    |
| 7                      | Edoardo Zambanini (ITA)             | 7è                     |

| Alpecin-Deceuninck ADC | Alpecin-Deceuninck ADC | Alpecin-Deceuninck ADC |
| ---------------------- | ---------------------- | ---------------------- |
| Núm                    | Ciclista               | Pos                    |
| 11                     | Silvan Dillier (SUI)   | 51è                    |
| 12                     | Timo Kielich (BEL)     | 101è                   |
| 13                     | Senne Leysen (BEL)     | 87è                    |
| 14                     | Lars Boven (NED)       | DNF-3                  |
| 15                     | Nicola Conci (ITA)     | DNF-4                  |
| 16                     | Jensen Plowright (AUS) | 83è                    |
| 17                     | Ramon Sinkeldam (NED)  | 113è                   |

| Arkéa-B&B Hotels ARK | Arkéa-B&B Hotels ARK     | Arkéa-B&B Hotels ARK |
| -------------------- | ------------------------ | -------------------- |
| Núm                  | Ciclista                 | Pos                  |
| 21                   | David Dekker (NED)       | 105è                 |
| 22                   | Raúl García Pierna (ESP) | 11è                  |
| 23                   | Donavan Grondin (FRA)    | 103è                 |
| 24                   | Alan Riou (FRA)          | 110è                 |
| 25                   | Miles Scotson (AUS)      | DNF-4                |
| 26                   | Florian Sénéchal (FRA)   | 78è                  |
| 27                   | Alessandro Verre (ITA)   | 16è                  |

| Astana Qazaqstan Team AST | Astana Qazaqstan Team AST           | Astana Qazaqstan Team AST |
| ------------------------- | ----------------------------------- | ------------------------- |
| Núm                       | Ciclista                            | Pos                       |
| 31                        | Davide Ballerini (ITA)              | DNF-3                     |
| 32                        | Samuele Battistella (ITA)           | 48è                       |
| 33                        | Dmitri Grúzdev (KAZ) (ruta i crono) | 123è                      |
| 34                        | Henok Mulubrhan (ERI) (ruta)        | 67è                       |
| 35                        | Cristian Scaroni (ITA)              | DNF-5                     |
| 36                        | Anton Kuzmin (KAZ)                  | 59è                       |
| 37                        | Michele Gazzoli (ITA)               | DNF-3                     |

| Cofidis COF | Cofidis COF                 | Cofidis COF |
| ----------- | --------------------------- | ----------- |
| Núm         | Ciclista                    | Pos         |
| 41          | Stanisław Aniołkowski (POL) | 94è         |
| 42          | Nicolas Debeaumarché (FRA)  | DNF-3       |
| 43          | Aimé De Gendt (BEL)         | 42è         |
| 44          | Ben Hermans (BEL)           | 14è         |
| 45          | Alexis Renard (FRA)         | 106è        |
| 46          | Ludovic Robeet (BEL)        | 79è         |
| 47          | Harrison Wood (GBR)         | 32è         |

| Decathlon-AG2R La Mondiale DAT | Decathlon-AG2R La Mondiale DAT | Decathlon-AG2R La Mondiale DAT |
| ------------------------------ | ------------------------------ | ------------------------------ |
| Núm                            | Ciclista                       | Pos                            |
| 51                             | Aurélien Paret-Peintre (FRA)   | 13è                            |
| 52                             | Sam Bennett (IRL)              | DNF-7                          |
| 53                             | Edvald Boasson Hagen (NOR)     | 89è                            |
| 54                             | Stan Dewulf (BEL)              | 22è                            |
| 55                             | Pierre Gautherat (FRA)         | DNF-4                          |
| 56                             | Oliver Naesen (BEL)            | 66è                            |
| 57                             | Damien Touzé (FRA)             | 50è                            |

| EF Education-EasyPost EFE | EF Education-EasyPost EFE      | EF Education-EasyPost EFE |
| ------------------------- | ------------------------------ | ------------------------- |
| Núm                       | Ciclista                       | Pos                       |
| 61                        | Mikkel Frølich Honoré (DEN)    | 9è                        |
| 62                        | Lukas Nerurkar (GBR)           | 36è                       |
| 63                        | Jack Rootkin-Gray (GBR)        | 108è                      |
| 64                        | Jonas Rutsch (GER)             | 58è                       |
| 65                        | Archie Ryan (IRL)              | 27è                       |
| 66                        | Yuhi Todome (JPN)              | DNF-3                     |
| 67                        | Michael Valgren Andersen (DEN) | 57è                       |

| Groupama-FDJ GFC | Groupama-FDJ GFC      | Groupama-FDJ GFC |
| ---------------- | --------------------- | ---------------- |
| Núm              | Ciclista              | Pos              |
| 71               | Lewis Askey (GBR)     | DNF-5            |
| 72               | Clément Davy (FRA)    | 71è              |
| 73               | Romain Grégoire (FRA) | 4t               |
| 74               | Fabian Lienhard (SUI) | 88è              |
| 75               | Laurence Pithie (NZL) | 92è              |
| 76               | Clément Russo (FRA)   | 84è              |
| 77               | Samuel Watson (GBR)   | 65è              |

| Ineos Grenadiers IGD | Ineos Grenadiers IGD   | Ineos Grenadiers IGD |
| -------------------- | ---------------------- | -------------------- |
| Núm                  | Ciclista               | Pos                  |
| 81                   | Tobias Foss (NOR)      | 39è                  |
| 82                   | Salvatore Puccio (ITA) | 69è                  |
| 83                   | Magnus Sheffield (USA) | 5è                   |
| 84                   | Ben Swift (GBR)        | 70è                  |
| 85                   | Connor Swift (GBR)     | 63è                  |
| 86                   | Ben Turner (GBR)       | NP-5                 |
| 87                   | Cameron Wurf (AUS)     | 95è                  |

| Intermarché-Wanty IWA | Intermarché-Wanty IWA                | Intermarché-Wanty IWA |
| --------------------- | ------------------------------------ | --------------------- |
| Núm                   | Ciclista                             | Pos                   |
| 91                    | Francesco Busatto (ITA)              | 23è                   |
| 92                    | Rune Herregodts (BEL)                | DNF-3                 |
| 93                    | Adrien Petit (FRA)                   | 119è                  |
| 94                    | Dion Smith (NZL)                     | 49è                   |
| 95                    | Gerben Thijssen (BEL)                | 120è                  |
| 96                    | Gijs Van Hoecke (BEL)                | 107è                  |
| 97                    | Roel Daan van Sintmaartensdijk (NED) | 75è                   |

| Lidl-Trek LTK | Lidl-Trek LTK                     | Lidl-Trek LTK |
| ------------- | --------------------------------- | ------------- |
| Núm           | Ciclista                          | Pos           |
| 101           | Andrea Bagioli (ITA)              | 34è           |
| 102           | Ryan Gibbons (RSA) (ruta i crono) | DNF-3         |
| 103           | Alex Kirsch (LUX)                 | 100è          |
| 104           | Thibau Nys (BEL)                  | 31è           |
| 105           | Mads Pedersen (DEN)               | DNF-6         |
| 106           | Edward Theuns (BEL)               | 76è           |
| 107           | Tim Declercq (BEL)                | 74è           |

| Movistar Team MOV | Movistar Team MOV               | Movistar Team MOV |
| ----------------- | ------------------------------- | ----------------- |
| Núm               | Ciclista                        | Pos               |
| 111               | William Barta (USA)             | 12è               |
| 112               | Rémi Cavagna (FRA)              | 56è               |
| 113               | Davide Cimolai (ITA)            | 118è              |
| 114               | Davide Formolo (ITA)            | 37è               |
| 115               | Johan Jacobs (SUI)              | 52è               |
| 116               | Lorenzo Milesi (ITA)            | NP-4              |
| 117               | Gonzalo Serrano Rodríguez (ESP) | 40è               |

| Red Bull-Bora-Hansgrohe RBH | Red Bull-Bora-Hansgrohe RBH  | Red Bull-Bora-Hansgrohe RBH |
| --------------------------- | ---------------------------- | --------------------------- |
| Núm                         | Ciclista                     | Pos                         |
| 121                         | Cesare Benedetti (POL)       | 86è                         |
| 122                         | Jordi Meeus (BEL)            | 121è                        |
| 123                         | Ryan Mullen (IRL)            | 96è                         |
| 124                         | Maximilian Schachmann (GER)  | NP-4                        |
| 125                         | Frederik Wandahl (DEN)       | 30è                         |
| 126                         | Filip Maciejuk (POL) (crono) | 68è                         |
| 127                         | Danny van Poppel (NED)       | 117è                        |

| Soudal Quick-Step SOQ | Soudal Quick-Step SOQ    | Soudal Quick-Step SOQ |
| --------------------- | ------------------------ | --------------------- |
| Núm                   | Ciclista                 | Pos                   |
| 131                   | Ayco Bastiaens (BEL)     | 115è                  |
| 132                   | Paul Magnier (FRA)       | 46è                   |
| 133                   | Tim Merlier (BEL)        | 112è                  |
| 134                   | Pepijn Reinderink (NED)  | 54è                   |
| 135                   | Martin Svrček (SVK)      | 45è                   |
| 136                   | Bert Van Lerberghe (BEL) | 111è                  |
| 137                   | Warre Vangheluwe (BEL)   | DNF-6                 |

| Team dsm-firmenich PostNL DFP | Team dsm-firmenich PostNL DFP | Team dsm-firmenich PostNL DFP |
| ----------------------------- | ----------------------------- | ----------------------------- |
| Núm                           | Ciclista                      | Pos                           |
| 141                           | Romain Bardet (FRA)           | 38è                           |
| 142                           | Romain Combaud (FRA)          | 62è                           |
| 144                           | Patrick Eddy (AUS)            | 90è                           |
| 145                           | Niklas Märkl (GER)            | 102è                          |
| 146                           | Oscar Onley (GBR)             | 10è                           |
| 147                           | Casper van Uden (NED)         | 82è                           |
| 148                           | Bram Welten (NED)             | 93è                           |

| Team Jayco AlUla JAY | Team Jayco AlUla JAY        | Team Jayco AlUla JAY |
| -------------------- | --------------------------- | -------------------- |
| Núm                  | Ciclista                    | Pos                  |
| 151                  | Caleb Ewan (AUS)            | DNF-7                |
| 152                  | Elmar Reinders (NED)        | 80è                  |
| 153                  | Amund Grøndahl Jansen (NOR) | DNF-7                |
| 154                  | Jan Maas (NED)              | 47è                  |
| 155                  | David Peña (COL)            | 24è                  |
| 156                  | Blake Quick (AUS)           | 126è                 |
| 157                  | Lucas Hamilton (AUS)        | DNF-7                |

| Team Visma \| Lease a Bike TVL | Team Visma \| Lease a Bike TVL | Team Visma \| Lease a Bike TVL |
| ------------------------------ | ------------------------------ | ------------------------------ |
| Núm                            | Ciclista                       | Pos                            |
| 161                            | Jonas Vingegaard (DEN)         | 1r                             |
| 162                            | Wilco Kelderman (NED)          | 3r                             |
| 163                            | Per Strand Hagenes (NOR)       | 73è                            |
| 164                            | Olav Kooij (NED)               | 99è                            |
| 165                            | Koen Bouwman (NED)             | 61è                            |
| 166                            | Tosh Van der Sande (BEL)       | 124è                           |
| 167                            | Mick van Dijke (NED)           | 53è                            |

| UAE Team Emirates UAD | UAE Team Emirates UAD            | UAE Team Emirates UAD |
| --------------------- | -------------------------------- | --------------------- |
| Núm                   | Ciclista                         | Pos                   |
| 171                   | Jan Christen (SUI)               | 15è                   |
| 172                   | Felix Großschartner (AUT)        | 17è                   |
| 173                   | Vegard Stake Laengen (NOR)       | NP-3                  |
| 174                   | Rafał Majka (POL)                | 18è                   |
| 175                   | Sebastián Molano Benavides (COL) | NP-2                  |
| 176                   | Diego Ulissi (ITA)               | 2n                    |
| 177                   | Tim Wellens (BEL) (crono)        | 25è                   |

| Israel-Premier Tech IPT | Israel-Premier Tech IPT   | Israel-Premier Tech IPT |
| ----------------------- | ------------------------- | ----------------------- |
| Núm                     | Ciclista                  | Pos                     |
| 181                     | Pascal Ackermann (GER)    | DNF-7                   |
| 182                     | Guillaume Boivin (CAN)    | 72è                     |
| 183                     | Jakob Fuglsang (DEN)      | 21è                     |
| 184                     | Hugo Houle (CAN)          | 19è                     |
| 185                     | Krists Neilands (LAT)     | 43è                     |
| 186                     | Michael Schwarzmann (GER) | 109è                    |
| 187                     | Jake Stewart (GBR)        | 55è                     |

| Q36.5 Pro Cycling Team Q36 | Q36.5 Pro Cycling Team Q36  | Q36.5 Pro Cycling Team Q36 |
| -------------------------- | --------------------------- | -------------------------- |
| Núm                        | Ciclista                    | Pos                        |
| 191                        | Xabier Mikel Azparren (ESP) | DNF-7                      |
| 192                        | Mark Donovan (GBR)          | 20è                        |
| 193                        | Gianluca Brambilla (ITA)    | NP-5                       |
| 194                        | Joey Rosskopf (USA)         | 64è                        |
| 195                        | Szymon Sajnok (POL)         | NP-5                       |
| 196                        | Carl Fredrik Hagen (NOR)    | 26è                        |
| 197                        | Negasi Abreha (ETH)         | 60è                        |

| Tudor Pro Cycling Team TUD | Tudor Pro Cycling Team TUD | Tudor Pro Cycling Team TUD |
| -------------------------- | -------------------------- | -------------------------- |
| Núm                        | Ciclista                   | Pos                        |
| 201                        | Alberto Dainese (ITA)      | 91è                        |
| 202                        | Robin Froidevaux (SUI)     | 122è                       |
| 203                        | Petr Kelemen (CZE)         | 85è                        |
| 204                        | Rick Pluimers (NED)        | 41è                        |
| 205                        | Roland Thalmann (SUI)      | 77è                        |
| 206                        | Yannis Voisard (SUI)       | 8è                         |
| 207                        | Luc Wirtgen (LUX)          | 33è                        |

| Polònia POL | Polònia POL       | Polònia POL |
| ----------- | ----------------- | ----------- |
| Núm         | Ciclista          | Pos         |
| 211         | Marcin Budziński  | 44è         |
| 212         | Michał Paluta     | 97è         |
| 213         | Norbert Banaszek  | 114è        |
| 214         | Piotr Pękala      | 28è         |
| 215         | Radosław Frątczak | 127è        |
| 216         | Mateusz Kostański | 104è        |
| 217         | Kacper Gieryk     | 116è        |